# Ica Försäkring
Ica Försäkring är ett svenskt försäkringsbolag som startade 2015 och ägs av Ica Banken och ingår i Ica Gruppen. Verksamheten är främst inriktad på försäkringar till privatpersoner. Huvudkontoret är beläget i Solna, kundcenter i Växjö och skadeavdelning i Borås.
Försäkringsbolaget är det snabbast växande försäkringsbolaget på konsumentmarknaden med över 100 000 kunder i Sverige.  De försäkringar som bolaget säljer är bilförsäkring, boendeförsäkringar, husvagnsförsäkring, husbilsförsäkring, försäkringar för motorcykel, moped, släpvagn och snöskoter, liksom båt, olycksfallsförsäkring, barnförsäkring, gravidförsäkring, reseförsäkring och husdjursförsäkring.